# Alexander von Heißen
Alexander von Heißen (* 1995) ist ein deutscher Cembalist.

## Leben
Von Heißen studierte ab 2009 an Dr. Hoch’s Konservatorium in der Klasse von Diez Eichler historische Tasteninstrumente. 2014 begann er ein Studium im Hauptfach Cembalo bei Eva Maria Pollerus an der Hochschule für Musik und Darstellende Kunst Frankfurt am Main. Von 2019 bis 2022 wirkte er als Lehrbeauftragter an der Hochschule für Musik und Tanz Köln. Von 2021 bis 2024 unterrichtete er Cembalo und Aufführungspraxis an der Musikhochschule Münster und von 2022 bis 2024 Cembalo und Generalbass an der Hochschule für Musik und Darstellende Kunst Frankfurt am Main. Zum Wintersemester 2024 wurde er als Professor für Cembalo an die Hochschule für Musik und Theater „Felix Mendelssohn Bartholdy“ Leipzig berufen.

## Preise und Auszeichnungen
- 2018: 2. Preis beim Internationalen Cembalowettbewerb Musica Antiqua in Brügge
- 2018: Sonderpreis beim XXI. Internationalen Bach-Wettbewerb-Leipzig
- 2021: Stipendium des Deutschen Musikwettbewerbes
- 2022: 1. Preis in der Kategorie Cembalo beim Internationalen Johann-Sebastian-Bach-Wettbewerb in Leipzig.[4]

## Tondokumente
- Pure. Mit Jonas Zschenderlein. CD, Deutsche Harmonia Mundi  2018.
- Caught in Italien virtuosity. Mit 4 Times Baroque. Deutsche Harmonia Mundi 2020.
- Prussian Blue. Mit Sophia Aretz (Flöte). Hänssler Classic 2022.
- Beat Bach. Cembalo/Clavichord solo. Suiten/Partiten von Bach und Marchand. Hänssler Classic 2022.